# 엘시 더브라우
엘시 더브라우(네덜란드어: Elsie de Brauw, 1960년 7월 30일 ~ )는 네덜란드의 배우이다. 2007년 황금송아지상 영화 부문 여우주연상 수상자이자, 테오도르상 2회 수상자(2006년, 2011년)이다.

## 출연 작품
- 갓 온리 노우즈 (2019)
- 디서피어런스 (2017)
- 프린스 (2015)
- 단계들 (2007)
- 파랑새 (2004)
- 안토니아스 라인 (1995)